# Masami Kuwashima
Masami Kuwashima (Japans: 桑島 正美, Kuwashima Masami) (Kumagaya, 14 september 1950) is een voormalig Formule 1-coureur uit Japan. Hij zou in 1976 zijn thuisrace voor het team Wolf gaan racen, maar na de eerste vrije training werd hij uit de auto gezet. Hans Binder nam zijn stoeltje over.